# Lacinipolia hamara
Lacinipolia hamara är en fjärilsart som beskrevs av Druce 1889. Lacinipolia hamara ingår i släktet Lacinipolia och familjen nattflyn. Inga underarter finns listade i Catalogue of Life.